# Андерсон, Джефф
Джефф Андерсон (англ. Jeff Anderson; родился 21 апреля 1970) — американский актёр, режиссёр и сценарист, известный в первую очередь благодаря роли Рэндала Грейвса в фильмах Кевина Смита «Клерки» (1994) и «Клерки 2» (2006). Снялся почти во всех остальных фильмах Смита. Выступил в роли режиссёра и сценариста в картине «Теперь ты знаешь» (2002).

## Биография
Джеффри Алан Андерсон родился в Коннектикуте, позже его семья переехала в Нью-Джерси. В школе он учился вместе с Кевином Смитом, который стал его другом. Андерсон устроился на работу в корпорацию AT&T. В шутку он прошёл прослушивание на роль Джея в дебютном фильме Смита «Клерки» (1994) и получил главную роль — сотрудника видеомагазина Рэндала Грейвса, сквернословящего апатичного бездельника, который издевается над своими клиентами и всеми способами отлынивает от работы. За эту роль Андерсон был номинирован на премию «Независимый дух».
В 2002 году Андерсон снял по собственному сценарию фильм «Теперь ты знаешь», в котором сам сыграл одну из ролей. Позже он был номинирован на премию Чикагского кинофестиваля в номинации «Лучшая мужская роль» за работу в фильме «Любовь 101», снялся в фильме Питера Бергстрома «Что-то крутое». Андерсон основал собственную продюсерскую компанию в Голливуде. В 2006 году он снова сыграл Рэндала в фильме «Клерки 2», в 2008 снялся в романтической комедии Кевина Смита «Зак и Мири снимают порно» в роли оператора Дикона. 14 сентября 2010 года Андерсон впервые появился в SModcast Смита.
В апреле 2017 года стало известно, что Смит остановил работу над фильмом «Клерки 3» из-за того, что Андерсон отказался участвовать в проекте. Причины остались неясными. 1 октября 2019 года Смит объявил, что Андерсон всё-таки согласился снова сыграть Рэндала. Съёмки начались 2 августа 2021 года, картина вышла в прокат в сентябре 2022 года.
В 1998—1999 годах Андерсон был женат на Лизе Спунер. В 2009 году он женился во второй раз — на актрисе Барбаре Жак.

## Фильмография
| Год  |   | Название                 | Роль                          |
| ---- | - | ------------------------ | ----------------------------- |
| 1994 | ф | Клерки                   | Рэндал Грейвс                 |
| 1999 | ф | Догма                    | продавец в оружейном магазине |
| 2000 | ф | Любовь 101               | Фил                           |
| 2002 | ф | Летающая тачка           | Рэндал Грейвс                 |
| 2002 | ф | Теперь ты знаешь         | Гил                           |
| 2006 | ф | Клерки 2                 | Рэндал Грейвс                 |
| 2008 | ф | Зак и Мири снимают порно | Дикон                         |
| 2022 | ф | Клерки 3                 | Рэндал Грейвс                 |
| 2024 | ф | Сеанс в 16:30            | папа в очереди                |